# Julian Alden Weir

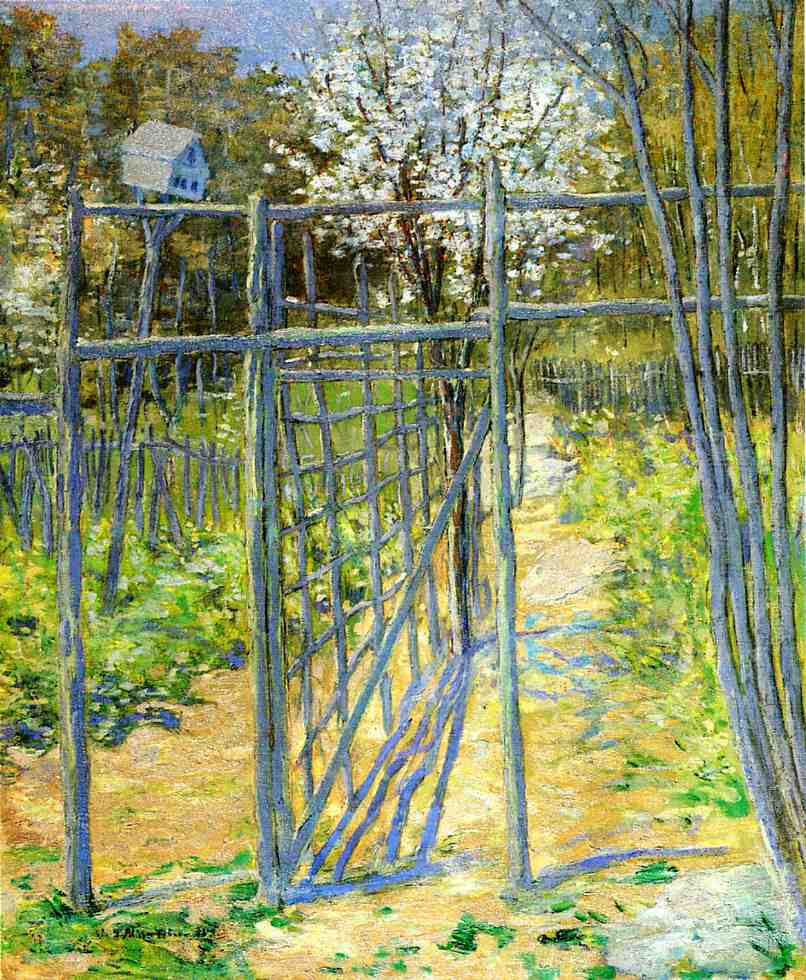
The Grey Trellis, 1891

Julian Alden Weir (ur. 30 sierpnia 1852, zm. 8 grudnia 1919) – amerykański malarz impresjonista.
Urodził się i wychował w West Point w stanie Nowy Jork, był synem Roberta Waltera Weir`a, profesora rysunku. Jego starszy brat, John Ferguson Weir był znanym pejzażystą. Weir studiował malarstwo w National Academy of Design w Nowym Jorku i École des Beaux-Arts w Paryżu. Wrócił do Stanów Zjednoczonych w 1877 roku i zamieszkał w Nowym Jorku. Należał do pierwszego pokolenia amerykańskich impresjonistów, był członkiem grup artystycznych Cos Cob Art. Colony oraz Ten American Painters. Pełnił funkcję prezydenta National Academy of Design od 1912 r.

## Ważniejsze nagrody
- Paryż Salon, 1875;
- Paryż Expo, 1889, 1900;
- American Artists Association, 1889;
- Carnegie Institute, 1897;
- National Academy of Design, 1906;
- Pennsylvania Academy of the Fine Arts, 1910;
- Armory Show, 1913;
- Corcoran Gallery of Art, 1914;